# Liste der Naturdenkmale in Neulußheim
| Naturdenkmale | Anzahl |
| ------------- | ------ |
| FND           | 0      |
| END           | 2      |
| Gesamt        | 2      |

Die Liste der Naturdenkmale in Neulußheim nennt die verordneten Naturdenkmale (ND) der im baden-württembergischen Rhein-Neckar-Kreis liegenden Gemeinde Neulußheim. In Neulußheim gibt es insgesamt zwei als Naturdenkmal geschützte Objekte, keines ist ein flächenhaftes Naturdenkmal (FND), beide sind Einzelgebilde-Naturdenkmale (END).
Stand: 1. November 2016.

## Einzelgebilde (END)
| Name                     | Bild | Kennung     | Einzelheiten | Position | Fläche Hektar | Datum        |
| ------------------------ | ---- | ----------- | ------------ | -------- | ------------- | ------------ |
| 1 Linde                  |      | 82260590002 | Neulußheim   | ???      | 0,0           | 7. Sep. 1982 |
| 1 Pyramidenpappel        |      | 82260590001 | Neulußheim   | ???      | 0,0           | 7. Sep. 1982 |
| Legende für Naturdenkmal |      |             |              |          |               |              |